# Малые Студёнки Липские
Ма́лые Студёнки Ли́пские — исторический район города Липецка. Находится в Советском округе в районе Городища.
Село Малые Студёнки Липские впервые упоминаются в летописи второй половины XVII века. Именно из него и был впоследствии образован город Липецк.
Название село получило по студёным ключам (отсюда и нынешние улиц Большие Ключи и Малые Ключи) и реке Липовке, которая тут протекает.